# غربی مستبا (روستا)
 غربی مستبا  به عربی ( غَربی مُسْتبا )، روستایی است در دهستان مُسْتبا از توابع استان حَجّه در کشور یمن در شبه جزیره عربستان.

## جمعیت
جمعیت آن ( ۵۴) نفر (۷ خانوار) می‌باشد.